# The New Normal
The New Normal är en amerikansk TV-serie skapad av Ryan Murphy och Ali Adler och producerad av 20th Century Fox Television. Serien började sändas på det amerikanska tv-nätverket NBC den 10 september 2012, och började sändas i svensk tv på tisdagar klockan 22.00 på TV3 med start den 8 januari 2013. Serien sändes endast en säsong innan den las ner i maj 2013.

## Handling
Bryan (Andrew Rannells) och David (Justin Bartha) är ett lyckligt gaypar som bor i Los Angeles, båda med goda karriärer. Det enda som de saknar i sitt förhållande är en bebis. De möter Goldie Clemmons, (Georgia King), en singelmamma och servitris från Ohio. Goldie har nyss lämnat sin make efter att ha tagit honom på par gärning i sängen med en älskarinna, och flyttade till Los Angeles med hennes nioåriga dotter Shania (Bebe Wood) för att fly undan deras tidigare liv och börja om på ny kula. Jane (Ellen Barkin), även känd som Nana, är Goldies konservativa mormor som följer familjen till Los Angeles emot barnbarnets vilja, och är en ständig källa till problematik och förödelse för det hoppfulla paret och Goldie. Goldie bestämmer sig för att bli surrogatmamma åt Bryan and David, och hela familjen blir såklart indragen.

## Utmärkelser
- People's Choice Awards, USA 2013: Favorite New TV Comedy